# Château de Lulworth
Le château de Lulworth, à East Lulworth, Dorset, Angleterre, situé au sud du village de Wool, est un pavillon de chasse du début du XVIIe siècle érigé dans le style d'un château fortifié de la renaissance, l'un des cinq seuls bâtiments élisabéthains ou jacobéens de ce type. Il est classé Grade I. L'intérieur de style Adam du XVIIIe siècle du bâtiment en pierre a été dévasté par un incendie en 1929, mais est maintenant restauré et sert de musée. Le château se dresse à Lulworth Park sur le domaine de Lulworth. Le parc et les jardins entourant le château sont classés Grade II par Historic England.

## Histoire
Les fondations du château de Lulworth sont posées en 1588, et il est achevé en 1609, soi-disant conçu par Inigo Jones. Il est construit comme pavillon de chasse par Thomas Howard, 3e vicomte Howard de Bindon, petit-fils du 3e duc de Norfolk. En 1607, le vicomte Bindon écrit à Robert Cecil, 1er comte de Salisbury, lui attribuant les origines du plan.
Selon la liste NHLE, le bâtiment est ensuite rénové de 1609 à 1611 pour Thomas, Lord Suffolk et remodelé à nouveau en 1641 pour Humphrey Weld et au début du XVIIIe siècle par les frères Bastard de Blandford Forum pour le propriétaire de l'époque, Edward Weld, puis dans les années 1780 par l'architecte catholique John Tasker pour Thomas Weld. Tasker construit également la chapelle catholique romaine sur le terrain. Pevsner, deux cents ans plus tard, le considère comme un cas jacobéen de surenchère parmi les riches propriétaires fonciers dont les besoins résidentiels sont déjà satisfaits ailleurs, d'où une série de "" faux châteaux ", comme la maison crénelée élisabéthaine qu'est Longford Castle » qui a probablement inspiré Bindon.

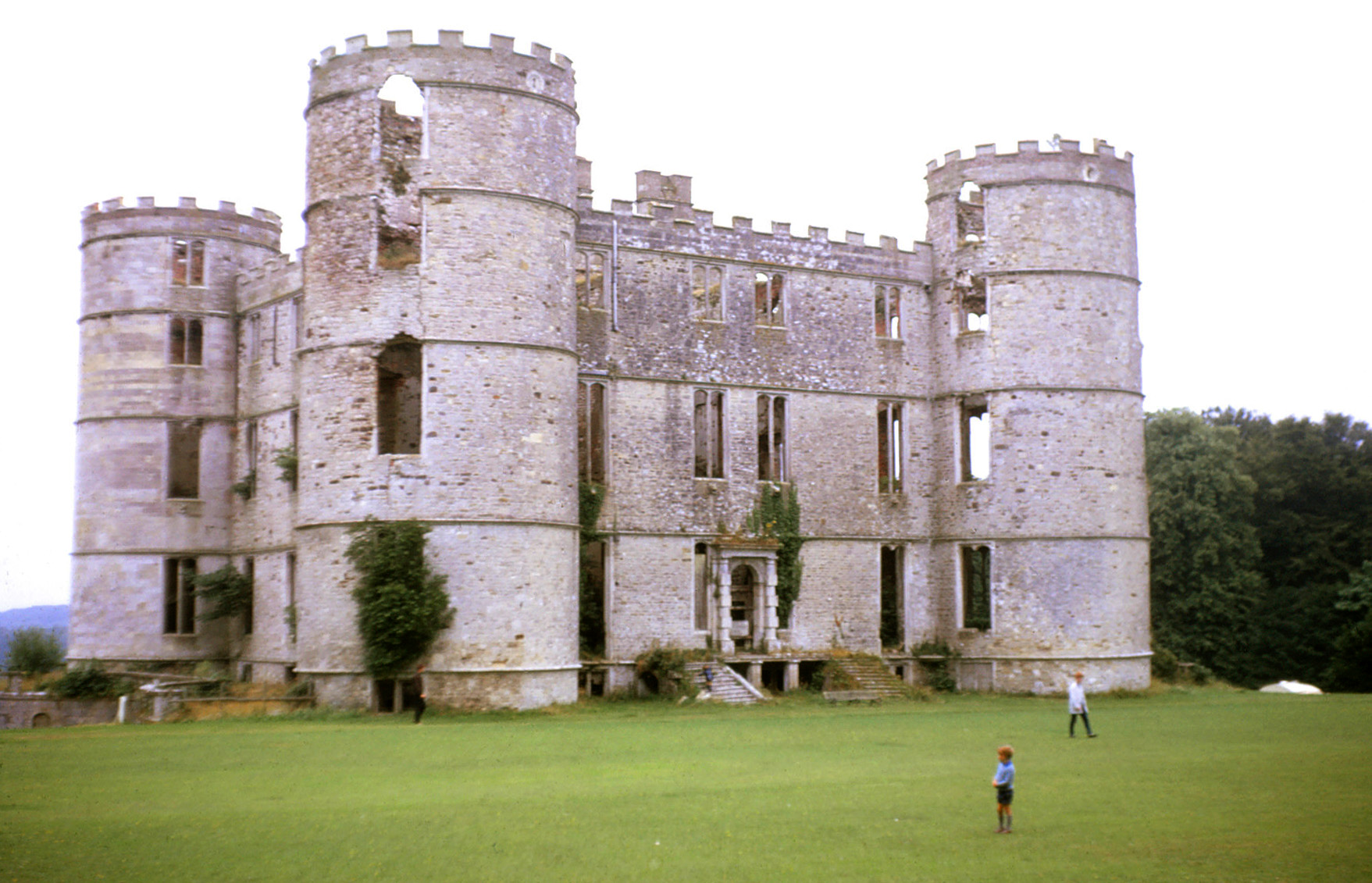
Château de Lulworth en août 1968, avant rénovation

En 1641, Humphrey Weld, petit-fils de Sir Humphrey Weld (mort en 1610), l'achète à l'héritier d'Howard, Lord Howard de Walden. Le château est saisi par les Têtes-Rondes pendant la guerre civile anglaise, qui l'utilisent comme garnison. Weld récupère la propriété après la fin de la guerre et la conserve malgré des dettes croissantes. Ayant marié sa fille unique à un comte, Humphrey choisit son neveu catholique, William Weld, comme successeur. William lutte contre la quasi-insolvabilité, mais sauve partiellement les finances de la succession en s'assurant que son fils, Humphrey III (décédé en 1722), se marie bien dans la famille Simeons. Margaret Simeons et ses parents aident avec une dot et gèrent le domaine après qu'elle soit devenue veuve. Humphrey est remplacé par leur fils, Edward Weld (Senior) qui a les moyens de décorer les intérieurs du château, de construire des extensions et d'aménager le terrain, malgré les difficultés juridiques personnelles qu'il réussit à surmonter.
Thomas Weld, le plus jeune fils d'Edward, hérite finalement de la propriété après que son frère aîné, également prénommé Edward, soit décédé des suites d'un accident d'équitation en 1775. Thomas, 25 ans, entreprend de réaménager les intérieurs dans le Style Adam. Il enrichit la collection de livres de la magnifique bibliothèque, dont quelques-uns existent encore. Il reçoit également le Roi George III à Lulworth. Thomas et sa femme Mary ont quinze enfants, dont la plupart survivent et, avec leurs descendants, conservent Lulworth comme siège de la famille au XXIe siècle.
Après la Révolution française, les membres survivants de la famille royale française sont invités à utiliser Lulworth comme l'une de leurs résidences en exil. Plus tard, après la Révolution de juillet 1830, le Roi Charles X de France et sa famille y sont reçus par le cardinal Weld, de la fin août à la mi-octobre 1830, avant de se diriger vers Édimbourg.

## Chapelle Sainte-Marie, Lulworth

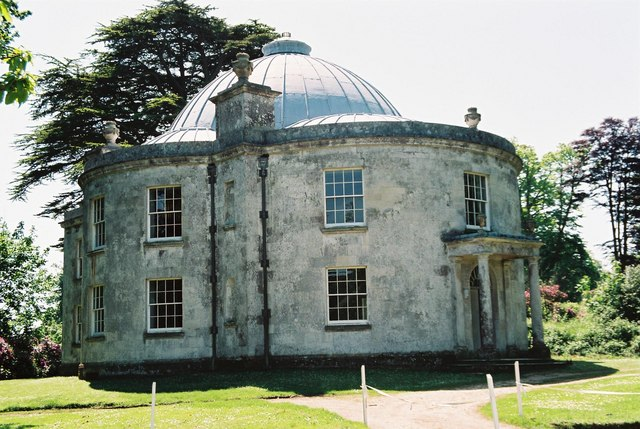
La chapelle RC de St Mary, classée Grade I, a été construite pour ressembler à une maison

Thomas Weld construit une église catholique romaine dédiée à Sainte-Marie pour servir de chapelle familiale dans le parc du château en 1786. Pevsner raconte qu'il a eu besoin de la permission du roi George III à condition qu'elle ne ressemble pas à une église de l'extérieur. Ce devait être la première chapelle catholique romaine à être construite en Angleterre depuis l'époque de la Réforme protestante. Elle est conçue par John Tasker sous la forme d'un mausolée grec au coût de 2 380 £. Le bâtiment est classé Grade I.
Le 15 août 1790, John Carroll, un jésuite américain ami de Thomas, est sacré évêque par l'évêque Charles Walmesley, dans la chapelle du château de Lulworth. Carroll devient le premier évêque catholique aux États-Unis (en tant qu'évêque de Baltimore) en 1789, et il vient à Walmseley pour la consécration épiscopale. La consécration épiscopale suivante y a lieu le 19 décembre de la même année lorsque John Douglass est consacré évêque du district de Londres (qui comprend les comtés d'origine, les Antilles à l'exception de Trinidad et les îles anglo-normandes de Jersey et Guernesey) par William Gibson, évêque titulaire d'Acanthos (de), et vicaire apostolique du district nord. Après sa mort subite à Stonyhurst en 1810, Thomas Weld est enterré dans la crypte de la chapelle Lulworth.

## Restauration

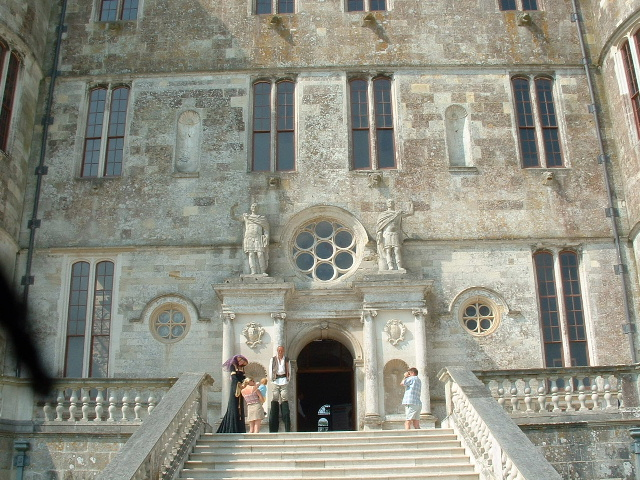
Entrée du château.

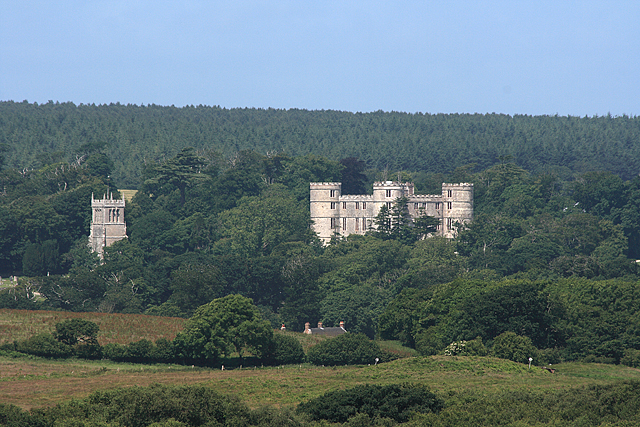
Château de Lulworth et tour de l'église St Andrew's C of E

Le château est ravagé par un incendie le 29 août 1929 et est laissé en ruine sans toit, la famille se construisant une nouvelle résidence à proximité. Dans les années 1970, des travaux de restauration commencent avec l'aide d'English Heritage. La restauration, achevée en 1998, comprend un nouveau toit et des murs restaurés à l'intérieur, mais aucun nouveau mur intérieur ou remplacement des étages supérieurs détruits n'est construit.
En 1986, le facteur d'orgues né à Baltimore, William Drake, restaure l'orgue Seede de 1780 de la chapelle catholique romaine du château de Lulworth, un projet qui attire l'attention à l'échelle internationale.
Le château appartient toujours à la famille Weld et est une attraction touristique, organisant des événements à thème médiéval. Une partie du domaine de Lulworth est utilisée comme champ de tir du MoD ainsi que comme zone de conservation de la faune.
Depuis 2017, le site est utilisé comme lieu du festival de musique Bestival, le premier plan du château étant le lieu de la scène principale "Castle".

## Galerie

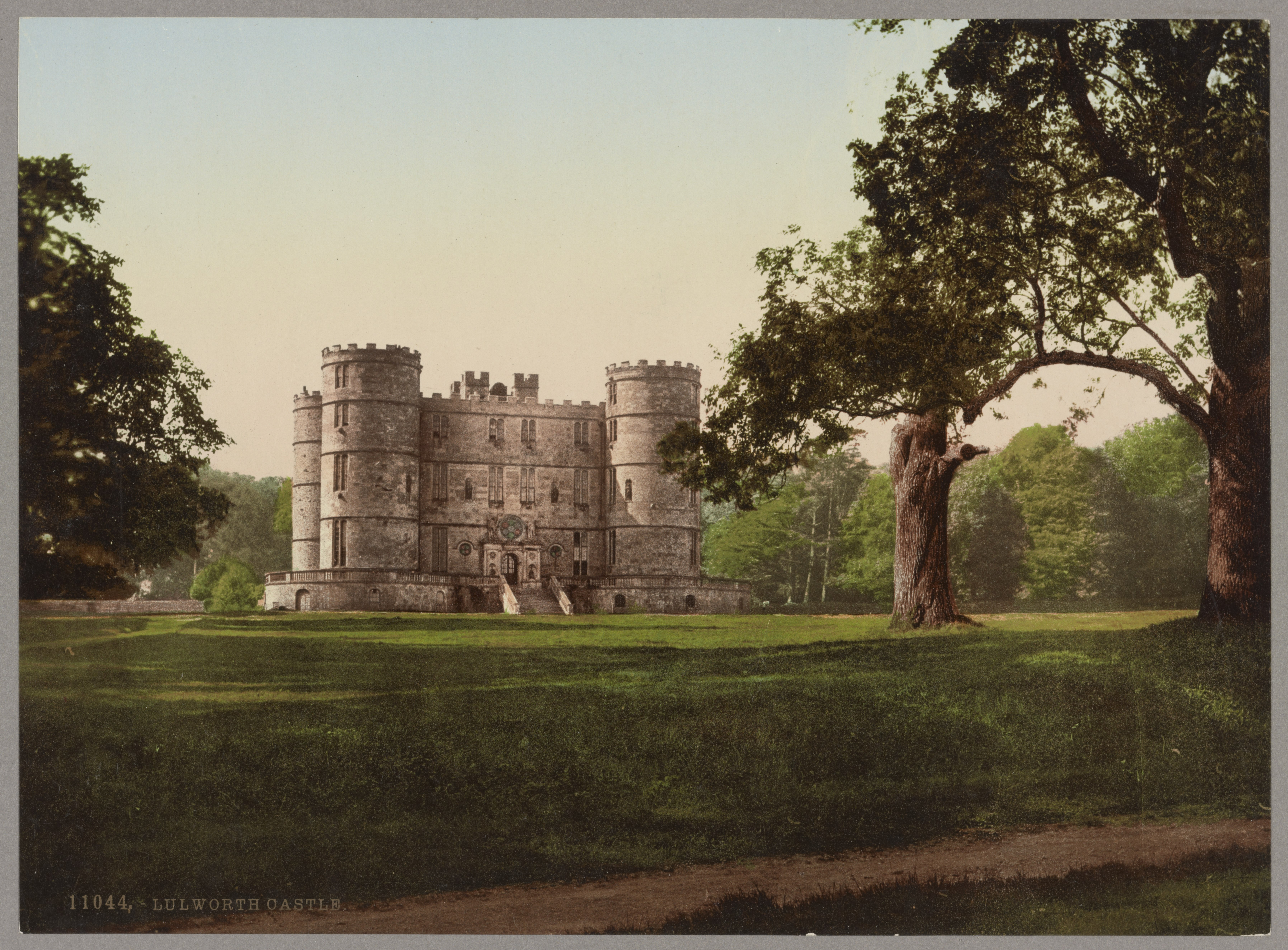
Château de Lulworth dans le parc
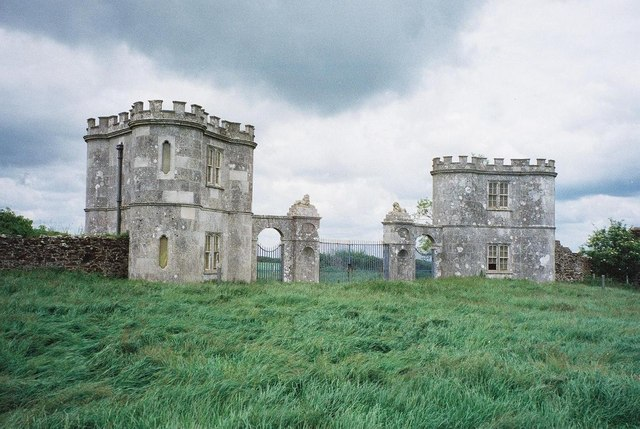
Château de Lulworth, lodges triangulaires
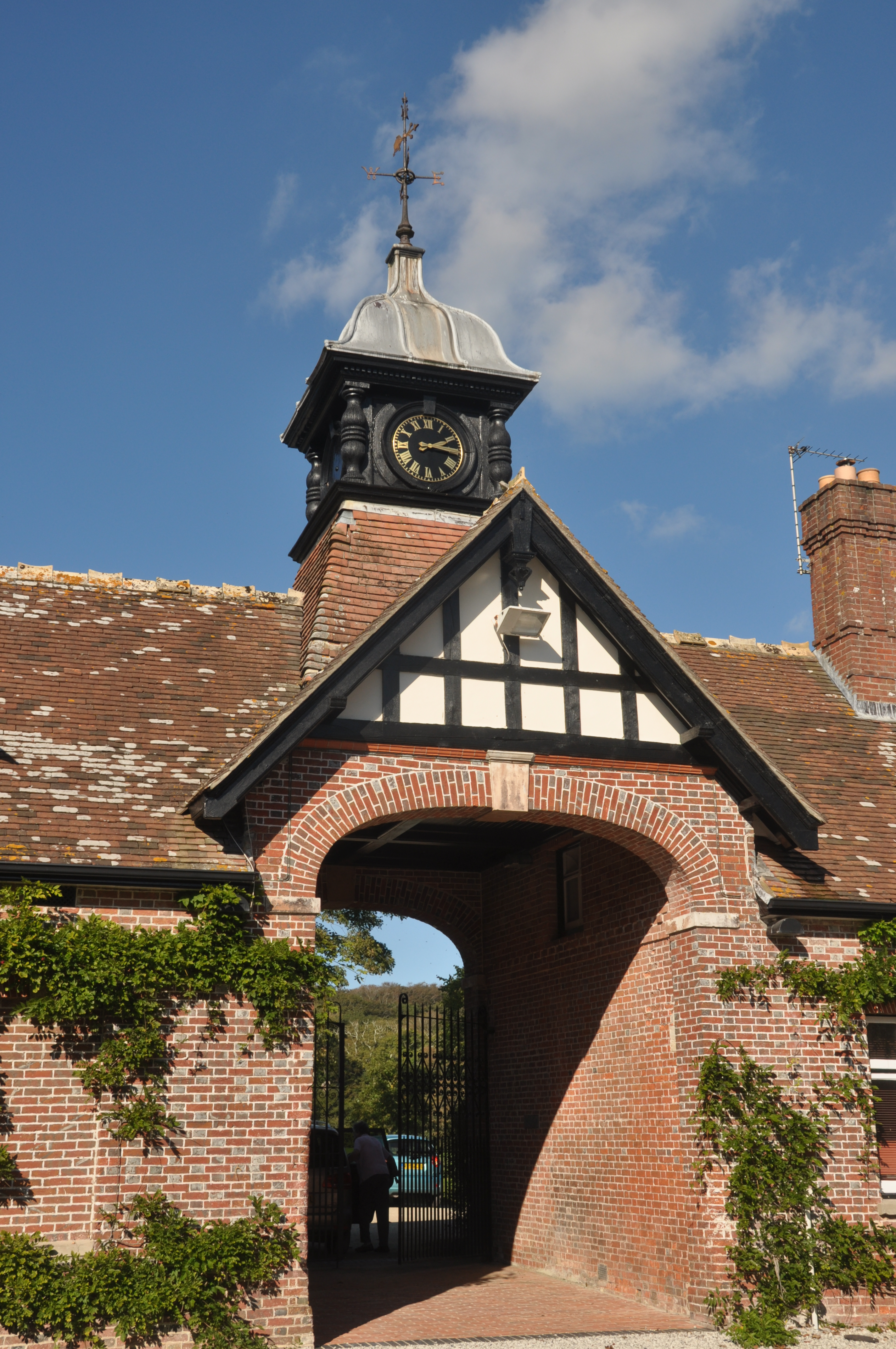
Écuries du château de Lulworth (1932)
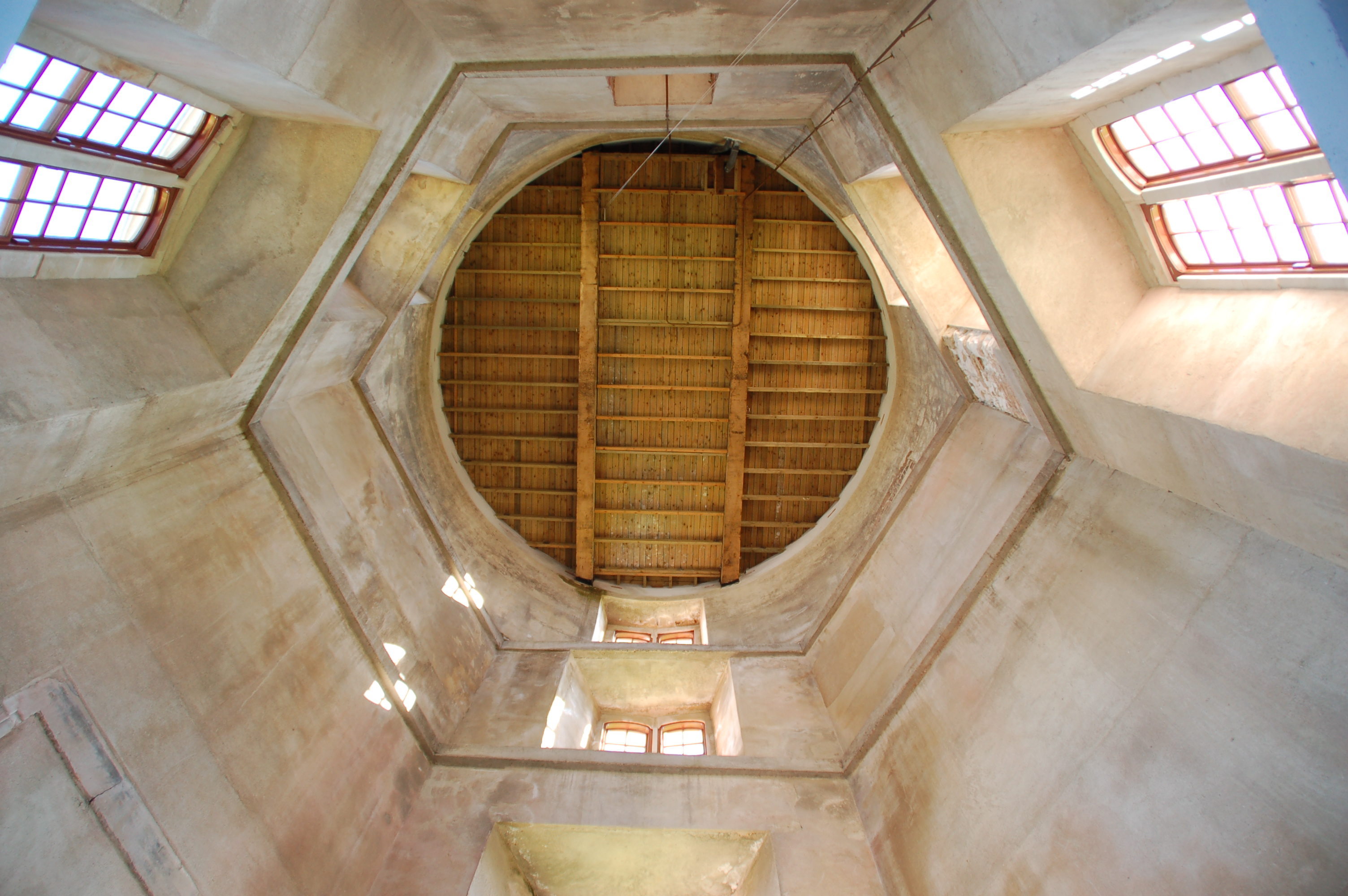
Toit de l'intérieur
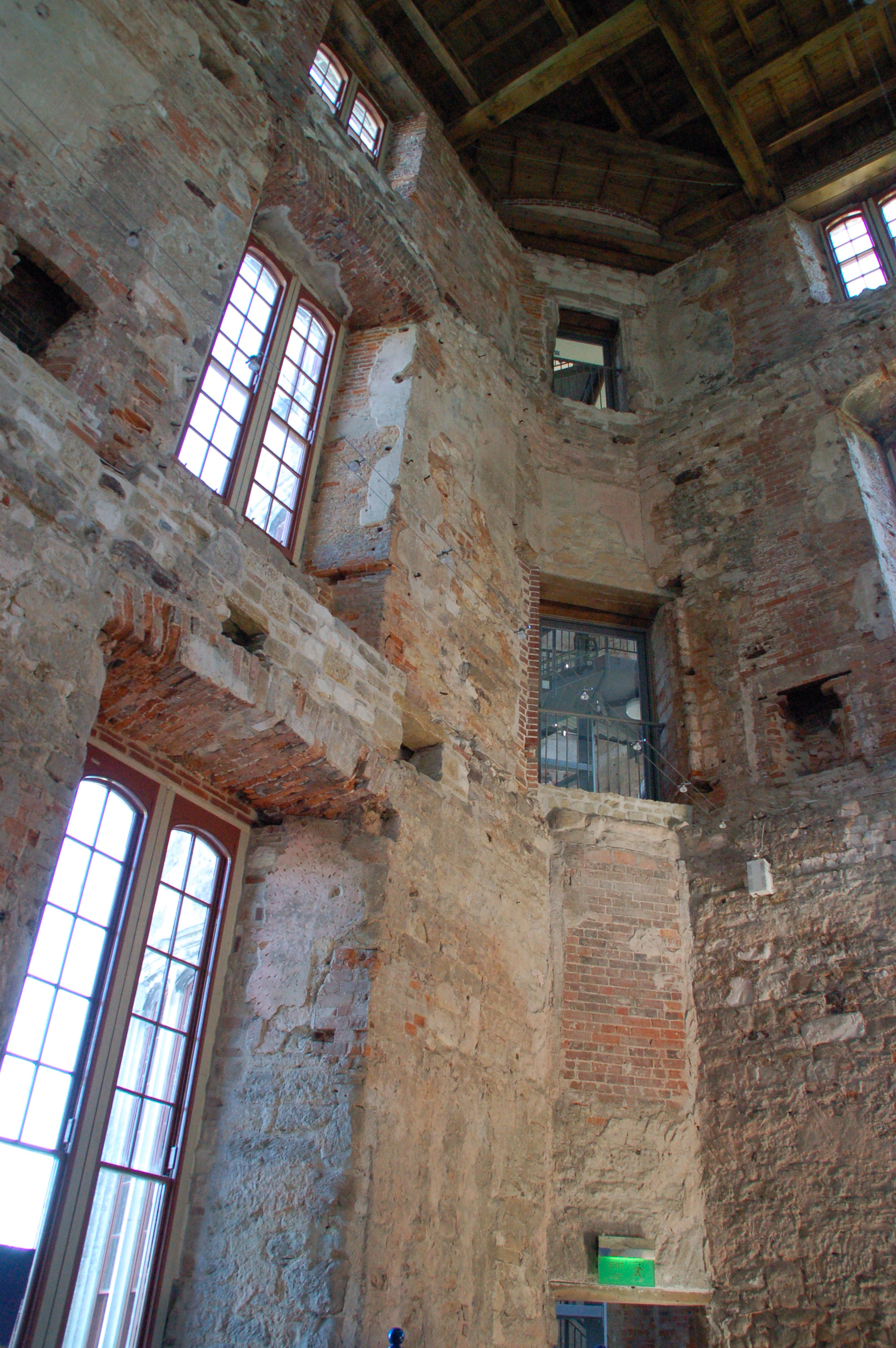
Intérieur du château
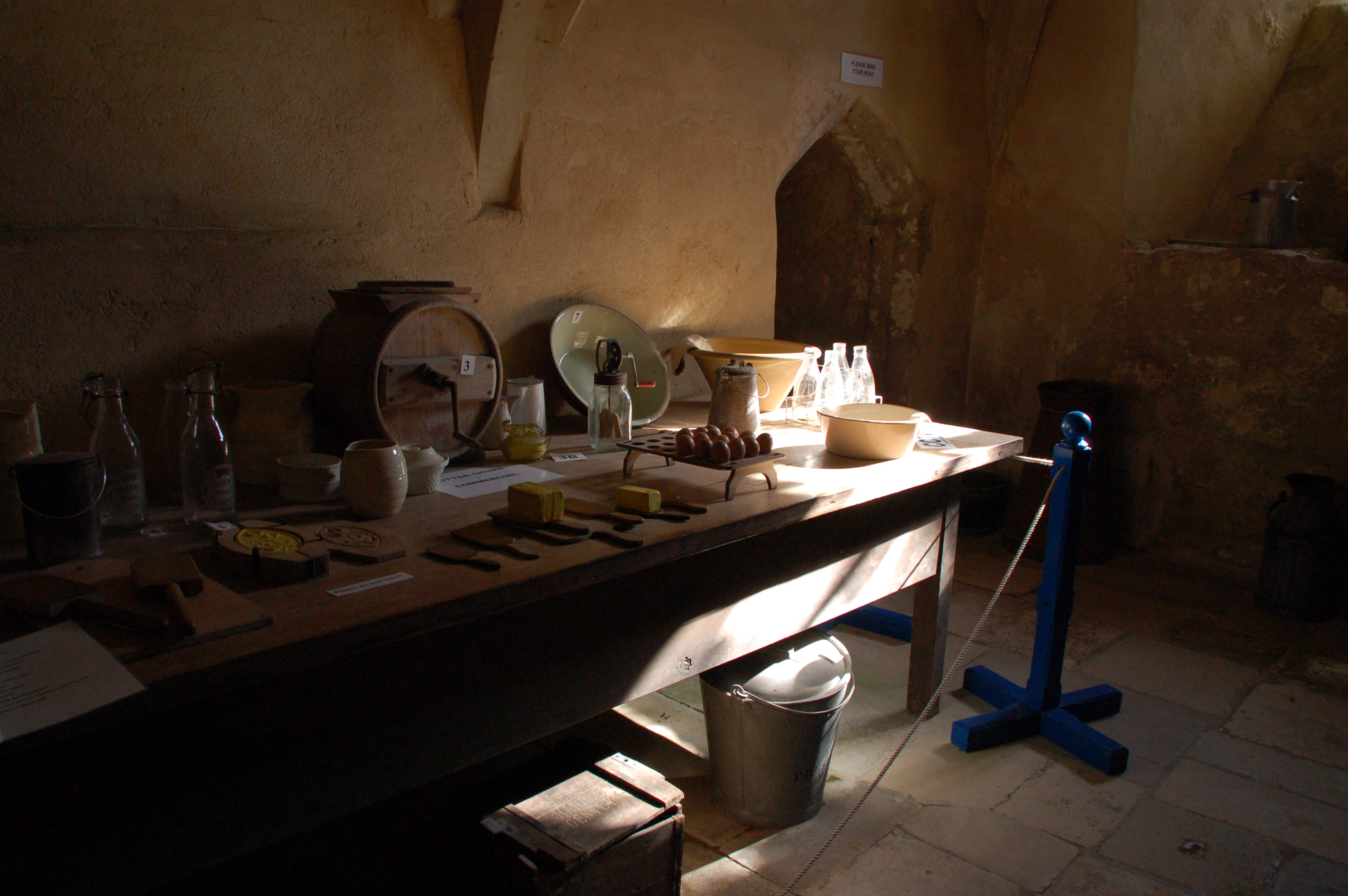
Cuisine du château
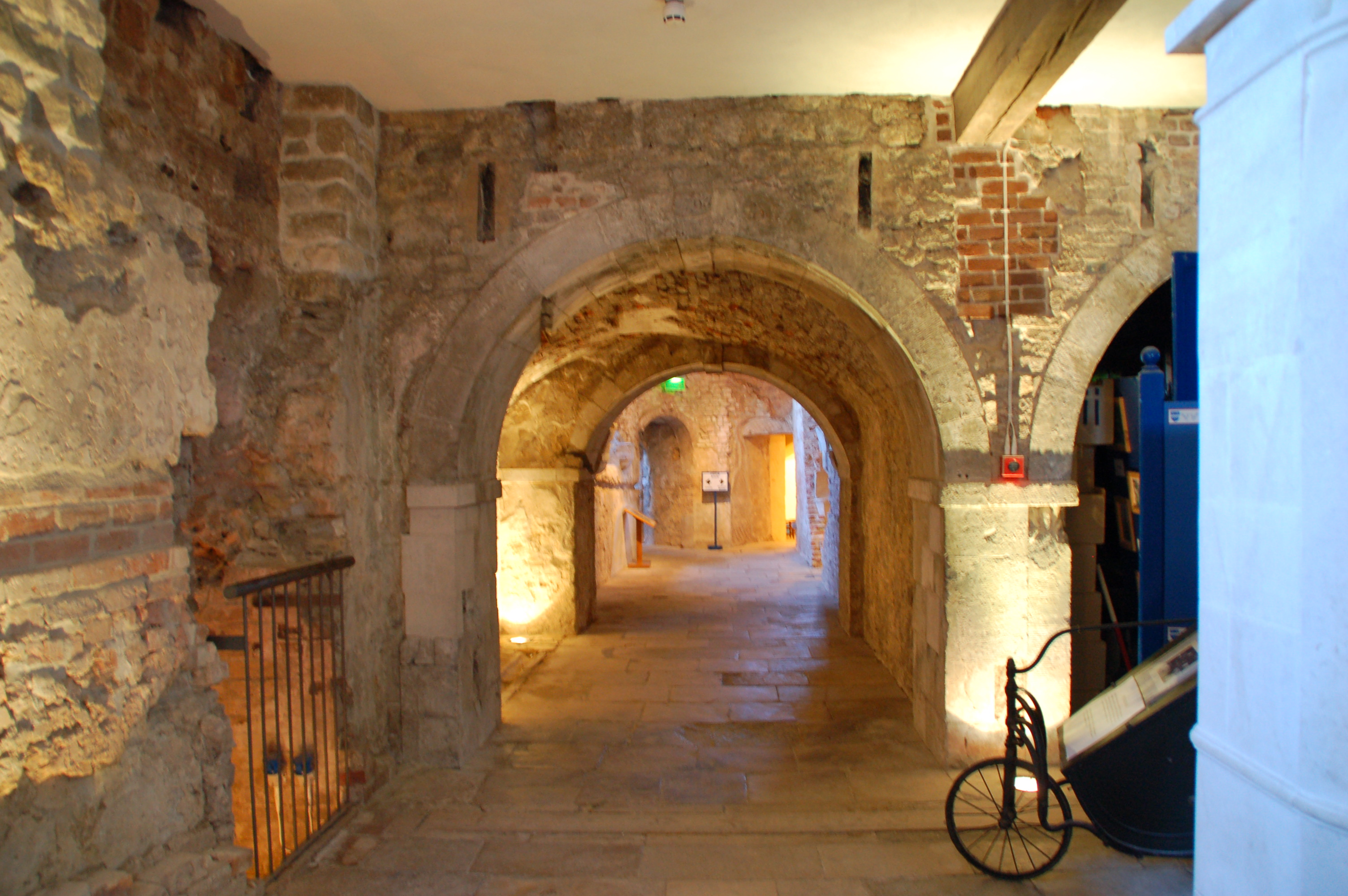
Cave voûtée du château